# Fedémesi-patak
A Fedémesi-patak a Heves–Borsodi-dombságban ered, Fedémes településtől keletre, Heves vármegyében, mintegy 250 méteres tengerszint feletti magasságban. A patak forrásától kezdve délnyugati irányban halad, majd Bükkszék nyugati részénél éri el a Tarna-patakot.
Egyetlen mellék vízfolyása a Bolyai-patak. A patak keresztülhalad útja során Bükkszéken is, ahol érinti a Pósvár maradványait. Az 1300-as években (1332–1337 közt) itt állt a várhoz tartozó Pósváralja település. A faluban található a bükkszéki termálfürdő.

## Környezetvédelem

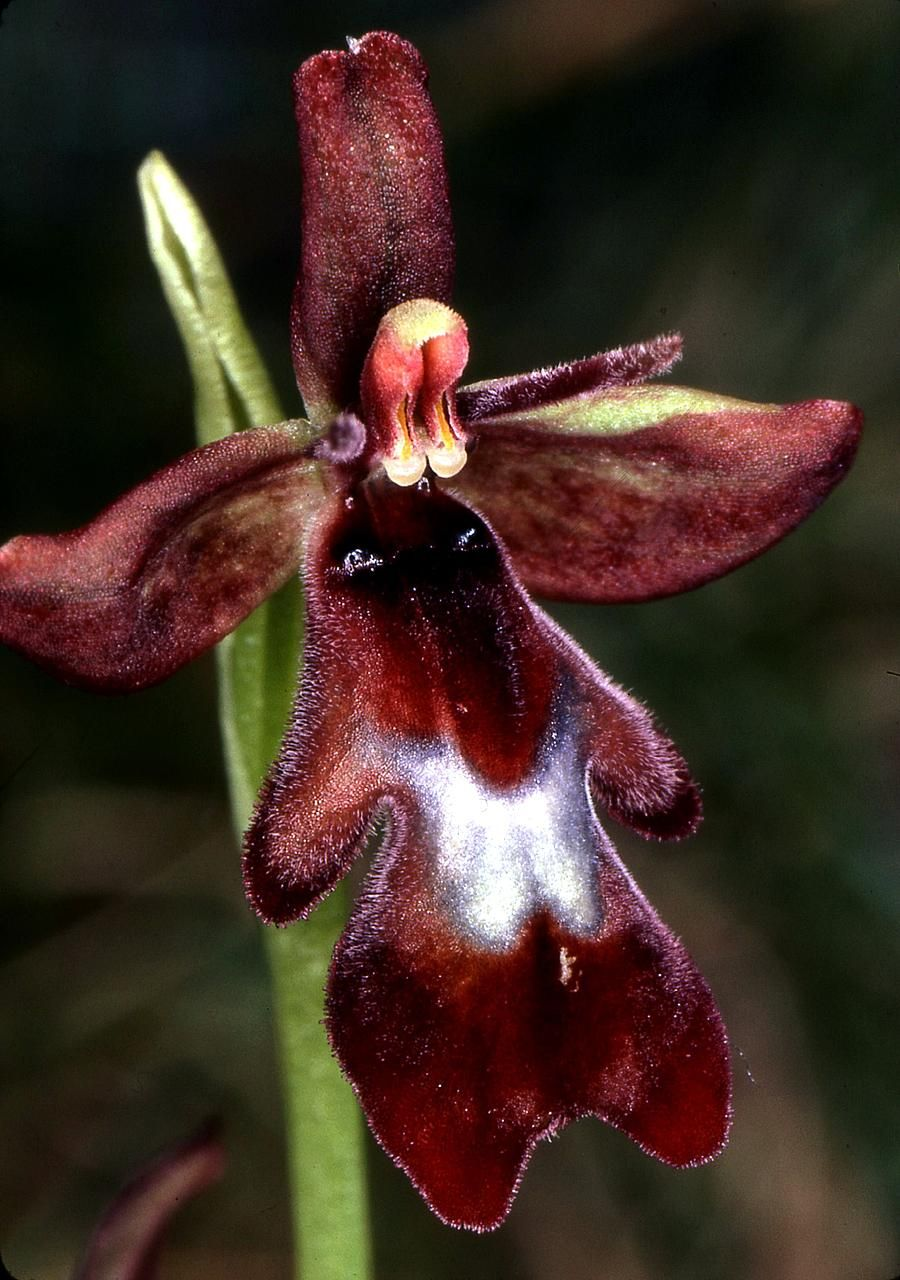
Légybangó

A Fedémesi-patak az 1238,04 hektár kiterjedésű, Natura 2000 természetvédelmi terület közelében halad el. A Hevesaranyosi–Fedémesi dombvidék kiemelt jelentőségű különleges természetmegőrzési terület Heves vármegye északi részén, mely a Bükki Nemzeti Parkhoz tartozik. A patak vízgyűjtőjén cseres-tölgyesek, gyertyános-tölgyesek és bükkösök alkotnak erdőséget. Számos orchideafaj él az erdőkben ezen a vidéken: fehér- és piros madársisak (Cephalanthera damasonium, C. rubra), széleslevelű-, Müller- és kisvirágú nőszőfű (Epipactis helleborine, E. muelleri, E. microphylla), madárfészek-kosbor (Neottia nidus-avis), bíboros kosbor (Orchis purpurea), szúnyoglábú bibircsvirág (Gymnadenia conopsea). A patak menti természetvédelmi területeken megtalálhatóak a fokozottan védett rigópohár Cypripedium calceolus és a légybangó (Ophrys insectifera) telepei is. A patak mentén előforduló félszáraz, szálkaperjés réteken  vitéz-, bíboros kosbor és tarka kosbor (Orchis militaris, O. purpurea, O. tridentata) is előfordul. A résben árvalányhajjal borított erdős-sztyeppréteken tarka nőszirom (Iris variegata), nagyezerjófű (Dictamnus albus), tavaszi hérics (Adonis vernalis), csepleszmeggy (Cerasus fruticosa), bugás macskamenta (Nepeta pannonica), foltos véreslapu (Hypochoeris maculata), és közösségi jelentőségű piros kígyószisz (Echium russicum) és Janka-tarsóka (Thlaspi jankae). További növényfajok a patak környékén, partjai mentén: éles sás (Carex acuta), bánsági sás (Carex buekii), mocsári gólyaorr (Geranium palustre).
A patak mentén fekvő Bükkszéken megoldott a keletkező szennyvíz megfelelő szintű kezelése a helyi szennyvíztisztító által.

## Part menti települések

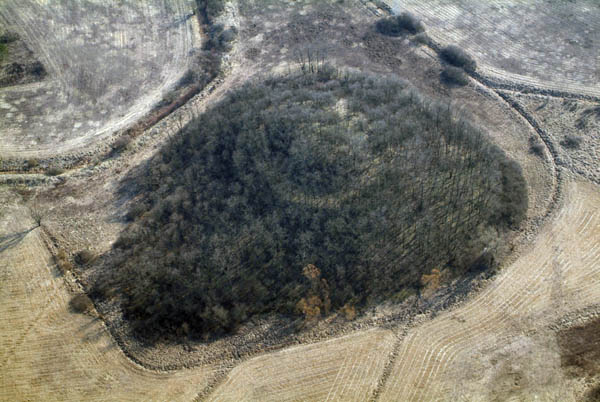
A bükkszéki Pósvár maradványai légifelvételen

A Fedémesi-patak mentén fekvő két településen összesen, több, mint 1000 fő él.
- Fedémes
- Bükkszék